# Policiamento ostensivo

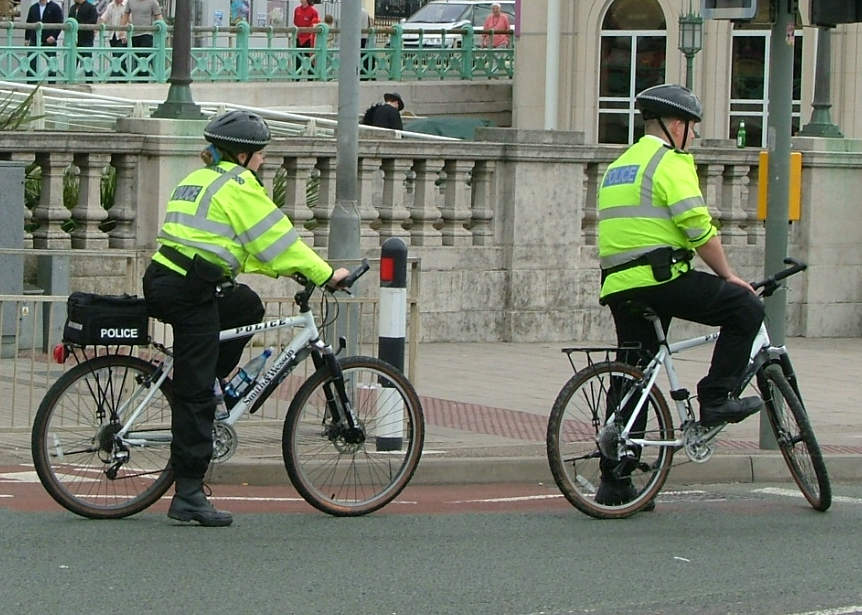
Policiais britânicos de bicicletas.

Policiamento ostensivo é uma modalidade de exercício da atividade policial, desenvolvida intencionalmente. Ocorre à mostra, visivelmente — em contraposição ao policiamento velado, secreto. Caracteriza-se pela evidência do trabalho da polícia à população, pelo uso, por exemplo, de viaturas caracterizadas, uniformes, ou até mesmo distintivos capazes de tornar os agentes policiais identificáveis por todos. A atividade de policiar consiste resumidamente em fiscalizar comportamentos e atividades, regular ou manter a ordem pública, reprimindo crimes, contravenções, infrações de trânsito e zelando pelo respeito dos indivíduos à legislação.
Tal modalidade de policiamento tem por objetivo principal atingir visibilidade à população, proporcionando o desestímulo de infrações à lei e a sensação de segurança (prevenção contra infrações legais e profilaxia criminal), por demonstrar a força e a presença estatal, além de dar segurança aos próprios agentes em diligências (repressão).
O policiamento ostensivo tem várias modalidades, por exemplo: a pé, motorizado (veículos 2 ou 4 rodas), de bicicleta, com cães, metropolitano ou em áreas rurais, lacustre, marítimo, aéreo, turístico.

## No Brasil
A Polícia Rodoviária Federal (PRF) é a polícia da União responsável pelo policiamento ostensivo nas rodovias federais.
Em nível estadual e distrital, cabe às polícias militares desempenharem a função de polícia ostensiva, juntamente com a de preservação da ordem pública. Tal competência define caráter híbrido de policiamento preventivo-repressivo.
Em nível local, temos as Guardas Municipais, as quais podem realizar policiamento ostensivo e comunitário com a finalidade de proteção de pessoas, bens, serviços e instalações públicas municipais.
As atribuições policiais são definidas constitucionalmente e encerram um rol exaustivo de competências, não podendo os entes federativos criar órgão de segurança pública para desempenhar  papéis concernentes à segurança pública.